# New York, New York (colonna sonora)
New York, New York è la colonna sonora dell'omonimo film diretto da Martin Scorsese. 

Pubblicata nel 1977 dalla United Artists Records, in formato Lp, è stata successivamente ripubblicata anche in formato Cd.

In Italia è stata pubblicata dall'etichetta EMI.

## Tracce

### Lp
- Lato 1

1. Main Title
2. You Brought a New Kind of Love to Me
3. Flip the Dip
4. V.J. Stomp
5. Opus Number One
6. Once in a While

- Lato 2

1. You Are My Lucky Star
2. Game Over
3. It's a Wonderful World
4. The Man I Love
5. Hazoy
6. Just You, Just Me

- Lato 3

1. There Goes the Ball Game
2. Blue Moon
3. Don't Be That Way
4. Happy Endings

- Lato 4

1. But the World Goes 'Round
2. Theme from New York, New York
3. Honeysuckle Rose
4. Once Again Right Away
5. Bobby's Dream
6. Theme from New York, New York
7. Theme from New York, New York (Reprise)

### Cd
1. (Theme From) New York, New York
2. You Brought a New Kind of Love to Me
3. Flip the Dip
4. V.J. Stomp
5. Opus Number One
6. Once in a While
7. You Are My Lucky Star
8. Game Over
9. It's a Wonderful World
10. The Man I Love
11. Hazoy
12. Just You, Just Me
13. There Goes the Ball Game
14. Blue Moon
15. Don't Be That Way
16. Happy Endings
17. But the World Goes 'Round
18. Theme from New York, New York
19. Honeysuckle Rose
20. Listen Now! 	Once Again Right Away
21. Bobby's Dream
22. Theme from New York, New York